# Geothlypis

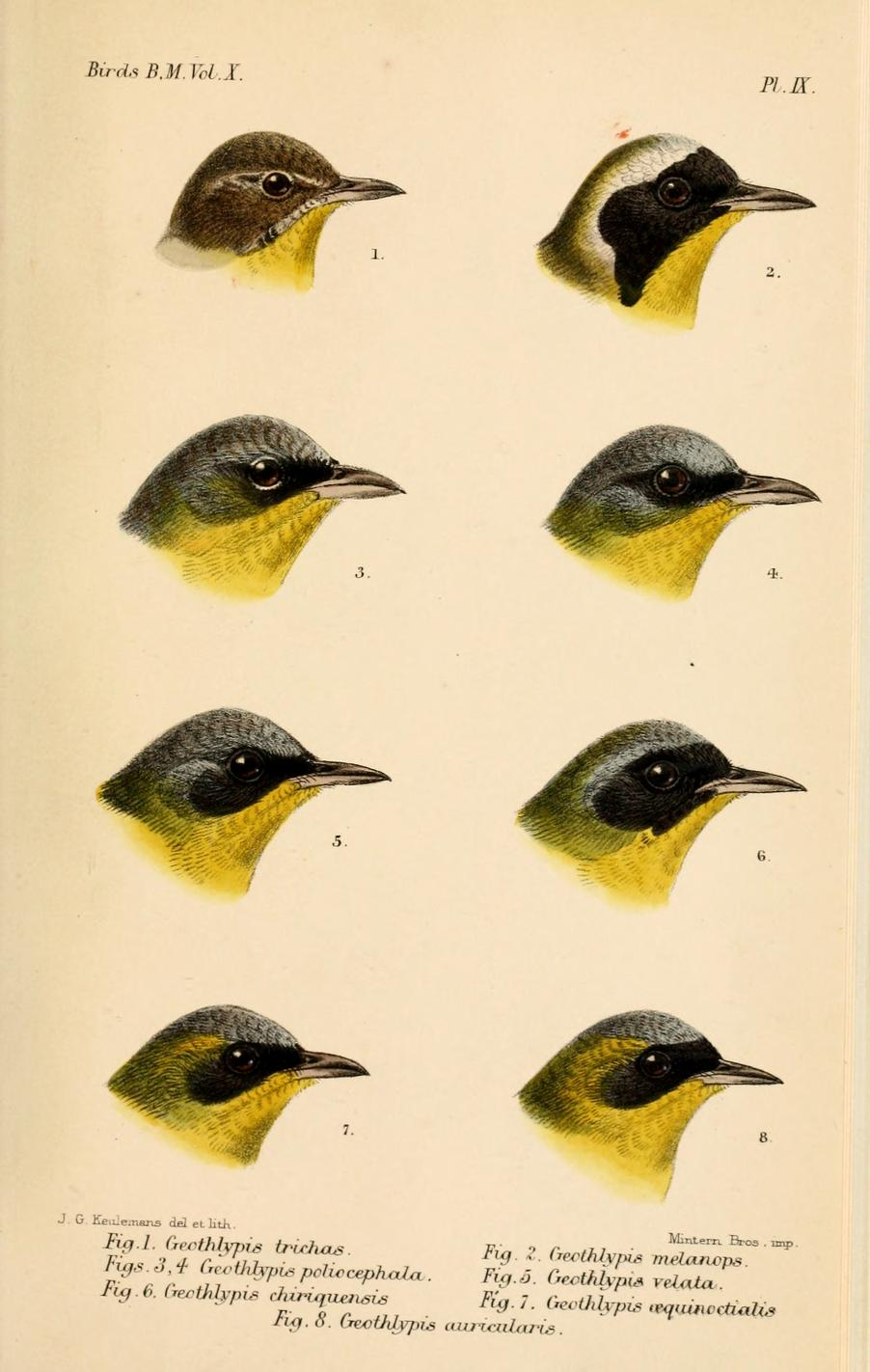
Varie specie di Geothlypis.

Geothlypis Cabanis, 1847 è il genere della famiglia dei Parulidi a cui sono ascritte le varie specie di golagialla.

## Distribuzione e habitat
La maggior parte dei membri del gruppo occupa areali localizzati in Messico e America Centrale, ma la golagialla mascherata è presente in una vasta area del Sudamerica, e la golagialla comune, l'unica specie migratrice del gruppo, nidifica in gran parte del Nordamerica.

## Descrizione
Tutte le golagialla hanno piumaggio simile, con regioni superiori giallo-verdi, petto giallo, e becco prevalentemente nero. I maschi adulti hanno una maschera facciale nera di estensione variabile, generalmente contornata sopra da una fascia grigia. Le femmine hanno aspetto simile, ma sono prive della maschera nera e possono presentare un piumaggio dai toni più spenti.

## Biologia
L'habitat di nidificazione proprio di questi parulidi è costituito di solito da paludi e da altre aree umide con una bassa vegetazione fitta. Le uova, due nella maggior parte delle specie, ma fino a cinque nella golagialla comune, vengono deposte in un nido a forma di coppa imbottito posto in basso tra l'erba o tra la vegetazione palustre.
Le golagialla vengono solitamente avvistate in coppie e non si associano ad altre specie. Hanno spesso abitudini furtive e si nutrono di una vasta gamma di insetti.

## Tassonomia
La tassonomia di queste specie, tutte strettamente imparentate tra loro, è piuttosto complicata, e talvolta è alquanto difficile definire quali forme meritino lo status di specie. Ad esempio la golagialla comune, la golagialla di Belding, la golagialla di Altamira e la golagialla delle Bahamas vengono talvolta considerate conspecifiche. Al contrario la golagialla mascherata può venire suddivisa in tre o perfino quattro specie.
L'isolamento geografico delle varie popolazioni di questo gruppo dalle abitudini prevalentemente sedentarie ha portato a una grande divergenza genetica e speciazione. Questo processo può essere visto all'opera nel caso della golagialla mascherata, dove le varie sottospecie sono separate tra loro dalla foresta pluviale o dalle Ande; ciò ha portato allo sviluppo di distintive specie, quali la specie centroamericana Geothlypis chiriquensis. Questa forma è diffusa sugli altopiani della Costa Rica e di Panama occidentale, e dista 1000 km dalle sue cugine sudamericane, dalle quali si differenzia per dimensioni, aspetto e vocalizzazioni.
A questo genere vengono ascritte quindici specie:
- Geothlypis poliocephala S. F. Baird, 1865 - golagialla capogrigio;
- Geothlypis aequinoctialis (J. F. Gmelin, 1789) - golagialla mascherata;
- Geothlypis chiriquensis Salvin, 1872 - golagialla del Chiriquí;
- Geothlypis auricularis Salvin, 1883 - golagialla dalle redini;
- Geothlypis velata (Vieillot, 1809) - golagialla meridionale;
- Geothlypis tolmiei (J. K. Townsend, 1839) - parula di MacGillivray;
- Geothlypis philadelphia (A. Wilson, 1810) - parula piangente;
- Geothlypis formosa (A. Wilson, 1811) - parula del Kentucky;
- Geothlypis semiflava P. L. Sclater, 1860 - golagialla capoliva;
- Geothlypis speciosa P. L. Sclater, 1859 - golagialla capinera;
- Geothlypis beldingi Ridgway, 1882 - golagialla di Belding;
- Geothlypis rostrata H. Bryant, 1867 - golagialla delle Bahamas;
- Geothlypis flavovelata Ridgway, 1896 - golagialla di Altamira;
- Geothlypis trichas (Linnaeus, 1766) - golagialla comune;
- Geothlypis nelsoni Richmond, 1900 - golagialla monaca.